# (37197) 2000 WR77
2000 WR77 (asteroide 37197) é um asteroide da cintura principal. Possui uma excentricidade de 0.04553740 e uma inclinação de 6.04047º.
Este asteroide foi descoberto no dia 20 de novembro de 2000 por LINEAR em Socorro.